# Jozo Đurović
Jozo Đurović (Prčanj, 14. lipnja 1827.— Prčanj, 3. lipnja 1883.), hrvatski preporoditelj i političar, pomorski kapetan, hrvatski pjesnik.

## Životopis
Rođen u Prčanju u poznatoj obitelji Đurovića. U Mlecima i Padovi završio licej. Nastavio je obiteljsku pomoračku tradiciju te se ukrcao na obiteljski jedrenjak. U samostanu sv. Nikole u Prčanju stekao osnovna nautička znanja. U Trstu položio ispit za kapetana duge plovidbe. Poslije očeve smrti 1859. napustio je plovljenje. Kad je u Habsburškoj Monarhiji obnovljen ustavni život, pristupio je Narodnoj stranci. Surađivao je s Mihovilom Pavlinovićem, Mihovilom Klaićem te kapetanima L. Tripkovićem i P. Kamenarovićem iz Dobrote.
Kao član Narodne stranke, 1861. godine izabran je za narodnog zastupnika u prvome Dalmatinskom saboru u Zadru. Zauzimao se za sjedinjenje Kraljevine Dalmacije s Kraljevinom Hrvatskom i Slavonijom.
Sudionik tajnog odbora za skupljanje priloga za podupiranje krivošijskog ustanka 1869., no kod drugog ustanka 1882. povukao se iz javne političke djelatnosti zbog bolesti.
Pisao političke članke i pjesme. Objavljivao u Il Nazionale (Narodni list), Dubrovniku i Zabavniku Narodne štionice dubrovačke.
Angažirao se i u rodnom kraju. Osnovao je rasadnik 1875., dugogodišnji tajnik Odbora za dogradnju nove monumentalne župne crkve te Javne dobrotvornosti u rodnom Prčanju, a u susjednoj Dobroti sudionik u radu osiguravajućeg društva Bratinske zajednice.
Otac zavičajnog povjesničara Lodovika.